# Gemini (музикант)
Томас Слінгер (англ. Thomas Edward Slinger; нар. 7 червня 1990, Лестер, Велика Британія) — англійський продюсер, автор пісень, виконавець, ді-джей, відоміший під сценічним ім'ям Gemini.

## Біографія
Народившись у Лестері, навчався в Університеті Лідса, де захопився електронною музикою. Саме тоді, 2011 року випустив свій перший EP Blue. Згодом став співвласником лейблу Inspected Records, де випустив ще чотири EP — Without You, Graduation, Fire Inside, Mercury.
Є частим гостем на радіо BBC 1 на різноманітних шоу.
Перший сингл Down/Electric Rain вийшов 2010 року на лейблі Breed12Inches.
5 лютого 2016 року випустив сингл Time To Share з першого повноцінного альбому під назвою Wanderlust, який побачив світ у вересні 2016 року.

## Дискографія
| Назва                                                | Дата виходу       | Тип   | Лейбл                        |
| ---------------------------------------------------- | ----------------- | ----- | ---------------------------- |
| Down/Electric Rain                                   | 5 липня 2010      | Сингл | Breed 12 Inches – BRD006     |
| Blue                                                 | 14 лютого 2011    | EP    | Inspected Records – INSP001  |
| Without You                                          | 28 березня 2011   | EP    | Beta Recordings – BETA027    |
| Graduation                                           | 19 вересня 2011   | EP    | Inspected Records – INSP003  |
| Fire Inside                                          | 2 квітня 2012     | EP    | Inspected Records – INSP006  |
| 3D Romeo (featuring Fabienne)                        | 10 жовтня 2012    | Сингл | Inspected Records – INSP012D |
| Beyond the Shadows (with KOAN Sound, Culprate & Asa) | 7 листопада 2012  | Сингл | Inspected Records            |
| Mercury                                              | 19 листопада 2012 | EP    | Inspected Records – INSP012  |
| Time To Share                                        | 5 лютого 2016     | Сингл | Tree of Life / Kobalt        |
| Do It For Love                                       | 13 травня 2016    | Сингл | Tree of Life / Kobalt        |
| Dancing Clouds                                       | 1 липня 2016      | Сингл | Tree of Life / Kobalt        |
| Wanderlust                                           | 21 вересня 2016   | LP    | Tree of Life                 |